# 平林镇
平林镇，是中华人民共和国湖北省襄阳市枣阳市下辖的一个乡镇级行政单位。

## 行政区划
平林镇下辖以下地区：
平林社区、平林村、余咀村、方湾村、新庄子村、杜湾村、台子湾村、高冲村、北棚村、宋集村、柴家湾村、清水店村、范湾村、吴集村、包畈村、胡湾村、新集村、雷山村和杨集村。